# چرکیارا دی کالابریا
چرکیارا دی کالابریا (به ایتالیایی: Cerchiara di Calabria) یک کومونه در ایتالیا است که در استان کزنتزا واقع شده‌است.

## خصوصیات
چرکیارا دی کالابریا ۸۱ کیلومترمربع مساحت و ۲٬۴۴۷ نفر جمعیت دارد.